# Judo-Weltmeisterschaften 1981
Die 11. Judo-Weltmeisterschaften 1981 fanden vom 3. bis zum 6. September im niederländischen Maastricht statt.

## Ergebnisse

### Männer
| Gewichtsklasse                 | Gold                  | Silber              | Bronze                            |
| ------------------------------ | --------------------- | ------------------- | --------------------------------- |
| Superleichtgewicht (bis 60 kg) | Yasuhiko Moriwaki     | Pavel Petřikov      | Felice Mariani Phil Takahashi     |
| Halbleichtgewicht (bis 65 kg)  | Katsuhiko Kashiwazaki | Constantin Niculae  | Hwang Jung-oh Pjotr Ponomarow     |
| Leichtgewicht (bis 71 kg)      | Park Chong-hak        | Serge Dyot          | Karl-Heinz Lehmann Vojo Vujević   |
| Halbmittelgewicht (bis 78 kg)  | Neil Adams            | Jirō Kase           | Kevin Doherty Georgi Petrow       |
| Mittelgewicht (bis 86 kg)      | Bernard Tchoullouyan  | Seiki Nose          | David Bodaweli Detlef Ultsch      |
| Halbschwergewicht (bis 95 kg)  | Tengis Chubuluri      | Robert Van de Walle | Ha Hyung-joo Roger Vachon         |
| Schwergewicht (über 95 kg)     | Yasuhiro Yamashita    | Grigori Weritschew  | Vladimír Kocman Juha Salonen      |
| Offene Klasse                  | Yasuhiro Yamashita    | Wojciech Reszko     | András Ozsvár Robert Van de Walle |

## Medaillenspiegel
| Rang | Land                   | Gold | Silber | Bronze | Gesamt |
| ---- | ---------------------- | ---- | ------ | ------ | ------ |
| 1    | Japan                  | 4    | 2      | –      | 6      |
| 2    | Sowjetunion            | 1    | 1      | 2      | 4      |
| 3    | Frankreich             | 1    | 1      | 1      | 3      |
| 4    | Italien                | 1    | –      | 2      | 3      |
| 5    | Vereinigtes Königreich | 1    | –      | –      | 1      |
| 6    | Belgien                | –    | 1      | 1      | 2      |
| 6    | Tschechoslowakei       | –    | 1      | 1      | 2      |
| 8    | Polen                  | –    | 1      | –      | 1      |
| 8    | Rumänien               | –    | 1      | –      | 1      |
| 10   | DDR                    | –    | –      | 2      | 2      |
| 10   | Kanada                 | –    | –      | 2      | 2      |
| 12   | Italien                | –    | –      | 1      | 1      |
| 12   | Ungarn                 | –    | –      | 1      | 1      |
| 12   | Jugoslawien            | –    | –      | 1      | 1      |
| 12   | Finnland               | –    | –      | 1      | 1      |
| 12   | Bulgarien              | –    | –      | 1      | 1      |
|      | Total                  | 8    | 8      | 16     | 32     |